# Carybdea morandinii
Carybdea morandinii is een tropische kubuskwal uit de familie Carybdeidae. De kwal komt uit het geslacht Carybdea. Carybdea morandinii werd in 2011 voor het eerst wetenschappelijk beschreven door Straehler-Pohl & Jarms. 